# Torre Ciega
La Torre Ciega es un monumento sepulcral romano del siglo I a. C. que se encuentra en las afueras del casco histórico de Cartagena (España). El monumento era parte de una gran necrópolis que se encontraba situada junto a la vía principal de entrada en la ciudad. Es una de las tres torres funerarias romanas mejor conservadas de la península ibérica, con la Torre de los Escipiones (Tarragona) y la Torre de Hércules (Villajoyosa).

## Descripción
Hasta mediados del siglo XX era el único monumento que quedaba en pie de la antigua ciudad romana de Carthago Nova. Se tienen referencias escritas de este monumento desde el siglo XVI ya que aparece descrito en el Discurso de la Ciudad de Cartagena de Francisco Cascales quien llegó incluso a mencionar la existencia de restos peor conservados de, al menos, otras diez torres sepulcrales similares. Durante los siglos XVII y XVIII fue objeto de la curiosidad de diferentes escritores ilustrados que visitaron la ciudad.
Gracias a los grabados antiguos se sabe por la inscripción que se conservaba en una de sus caras, hoy muy deteriorada e ilegible, que el monumento estaba dedicado a Tito Didio, que fue procónsul de la Hispania Citerior en el año 94 a. C.

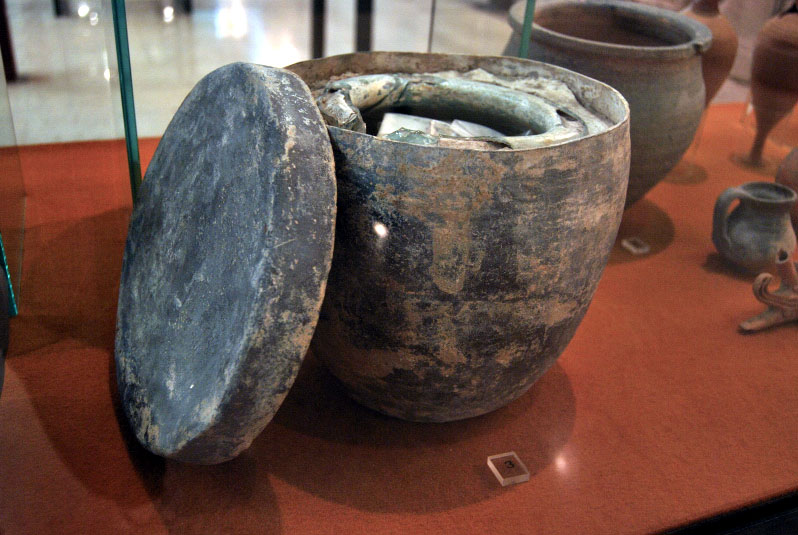
Urna cineraria procedente de las excavaciones de la necrópolis de Torreciega.

El recubrimiento exterior del monumento está realizado en opus reticulatum: revestimiento reticulado conseguido a partir de pequeñas roca ígneas de andesita de forma piramidal, procedente del cercano Cabezo Beaza, que se clavaban en el mortero, opus caementicium, aún fresco, aplicado como revoque. Asimismo los ángulos del cuerpo inferior se encuentran reforzados por pequeños bloques de piedra caliza con una moldura idéntica a la que culmina el basamento.
Hasta el siglo XVIII el monumento se encontraba muy bien conservado, sin embargo, las leyendas de tesoros albergados en su interior llevaron a los vecinos a perforar el monumento, por lo que llegó en estado muy ruinoso a mitad del siglo XX, cuando fue restaurado por Pedro San Martín.
En las excavaciones realizadas en el entorno del monumento se ha constatado la presencia de una gran necrópolis romana correspondiente al periodo de mayor esplendor de la ciudad y en la que han aparecido numerosos restos materiales como urnas cinerarias y lápidas que se conservan en el Museo Arqueológico Municipal de Cartagena.